# Durrell Wildlife Park

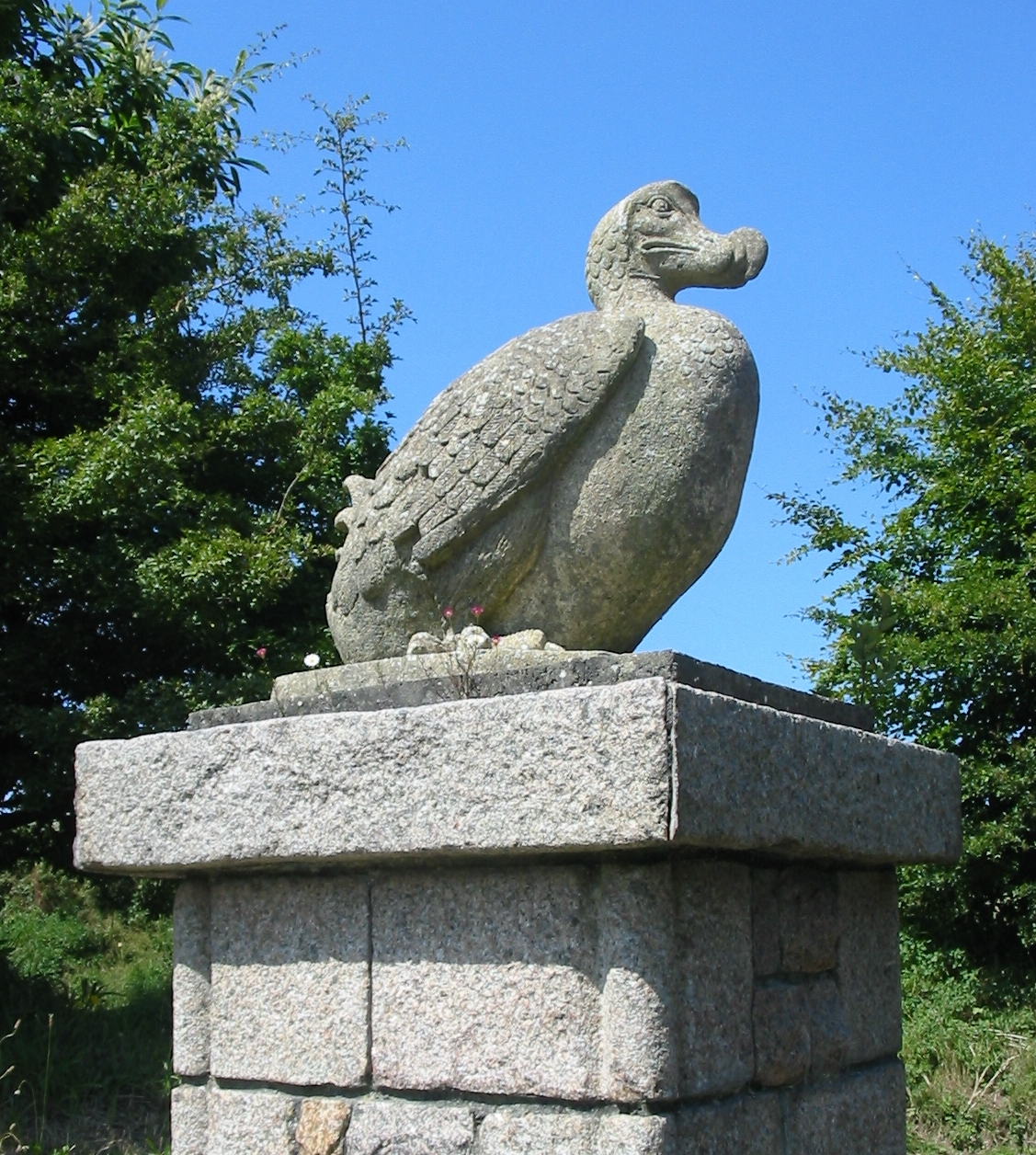
Estátua de um dodô em um dos portões de entrada do parque

Durrell Wildlife Park (antes chamado Jersey Zoo) é um parque zoológico fundado em 1958 na ilha de Jersey, no Canal da Mancha, pelo naturalista e autor Gerald Durrell (1925-1995). Ele é operado pela Durrell Wildlife Conservation Trust. Recebe cerca de 169 mil visitantes por ano, apesar de uma falta de ênfase em animais de grande porte e sua localização relativamente "remota"; o número de visitantes tende a variar com o trade turístico para Jersey.
O Jersey Zoo sempre focou em espécies raras e ameaçadas de extinção. Possui mamíferos, aves, anfíbios e répteis, perfazendo mais de 130 espécies. O zoológico de Jersey está aberto diariamente das 9:30 a.m. to 6:00 p.m.
Desde 1964, o zoológico tem sido o lar da Durrell Wildlife Conservation Trust (antiga Jersey Wildlife Preservation Trust).